# 弗雷特默勒
弗雷特默勒（法語：Frettemeule，法語發音：[fʁɛtmøl]）是法国上法蘭西大區索姆省的一个市镇，属于阿布维尔区。

## 地理
弗雷特默勒（50°0'0"N, 1°38'38"E）面积7.45 平方千米，位于法国上法蘭西大區索姆省，该省份为法国北部沿海省份，北起加来海峡省和北部省，西接滨海塞纳省和大西洋英吉利海峡，南至瓦兹省，东临埃纳省。
与弗雷特默勒接壤的市镇（或旧市镇、城区）包括：布扬库尔昂塞里、迈尼耶尔、蒂卢瓦弗洛里维尔、勒特朗莱、维姆。

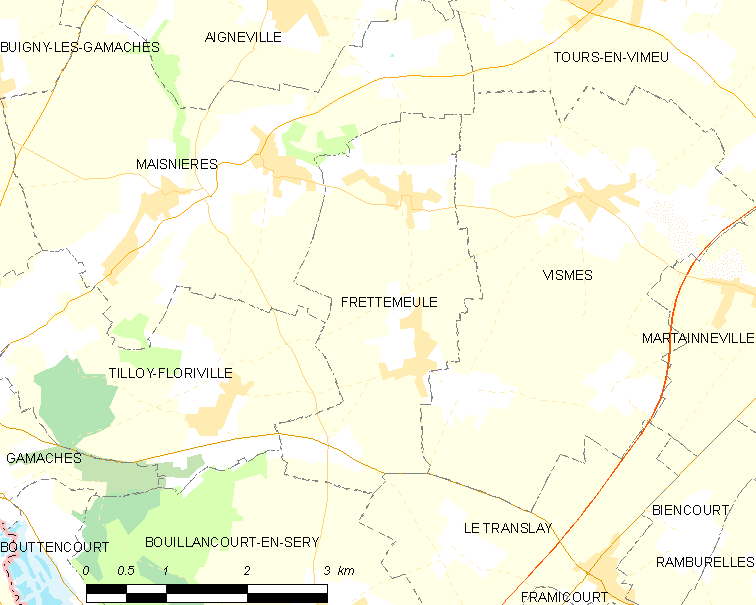
弗雷特默勒的OSM定位图

弗雷特默勒的时区为UTC+01:00、UTC+02:00（夏令时）。

## 行政
弗雷特默勒的邮政编码为80220，INSEE市镇编码为80362。

## 政治
弗雷特默勒所属的省级选区为加马什县。

## 人口

1962-2008年间弗雷特默勒人口变化图示

弗雷特默勒于2022年1月1日时的人口数量为297人。